# Rossleithen
Rossleithen (Roßleithen) är en ort och kommun i Österrike. Den ligger i distriktet Kirchdorf i förbundslandet Oberösterreich,  160 km väster om huvudstaden Wien. 
Kommunen består av sex orter (Ortschaften) (inom parentes invånarantal 1 januari 2024):
- Mayrwinkl (168)
- Pichl (461)
- Pießling (162)
- Rading (305)
- Roßleithen (218)
- Schweizersberg (515)